# Epeoloides coecutiens
Epeoloides coecutiens ist eine Biene aus der Familie der Apidae.

## Merkmale

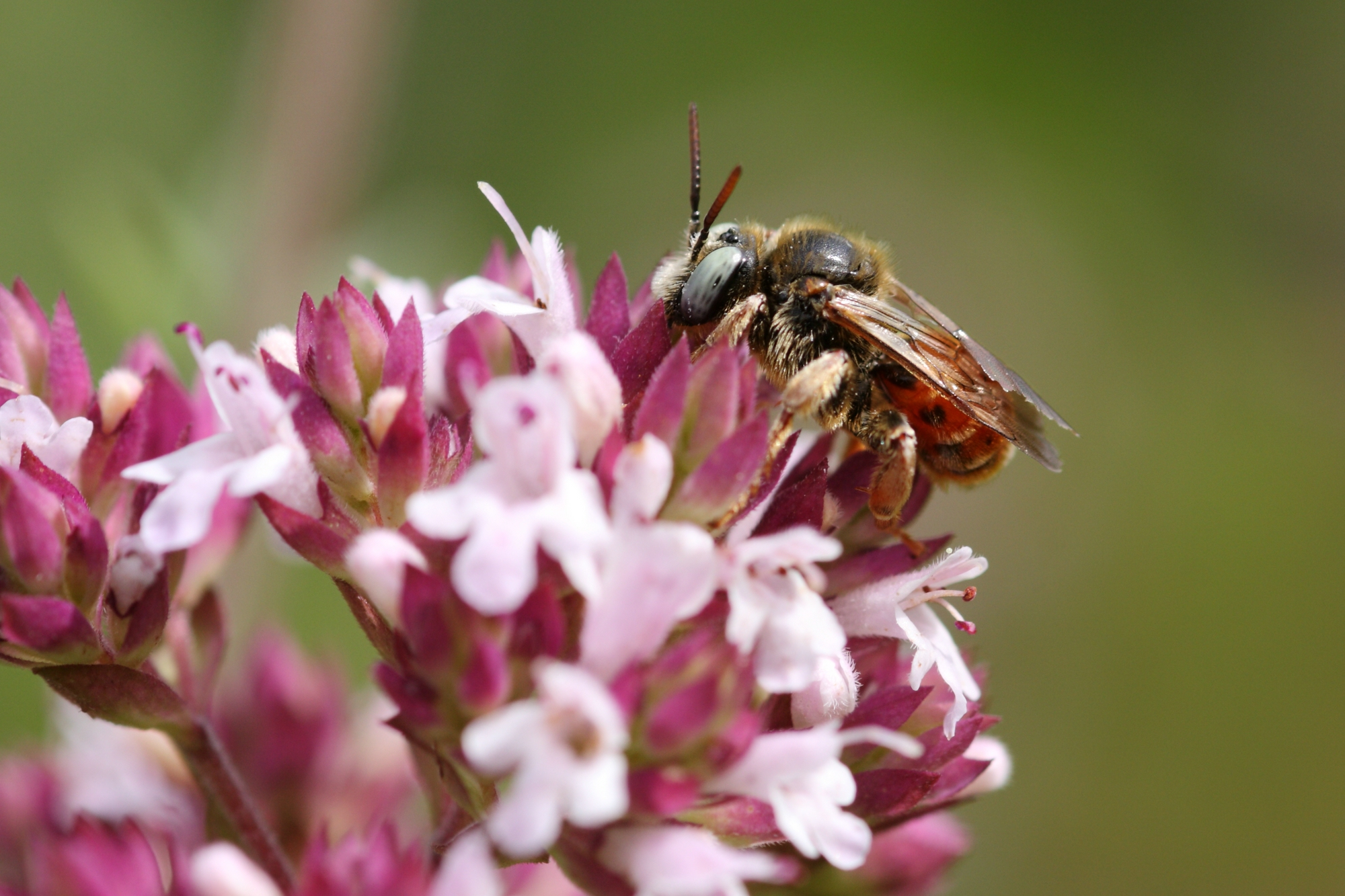
Männchen

Die Bienen haben eine Körperlänge von 9 Millimeter. Der Kopf, der Thorax und das vierte bis sechste Hinterleibssegment sowie die Schenkel (Femora) der Weibchen sind schwarz gefärbt. Die ersten drei Hinterleibssegmente, die Schienen (Tibien) und die Tarsen sind rot. Mittig am Gesicht befinden sich weiße Haarflecken, ebenso wie am Pronotum, dem Hinterrand des Mesonotums, der Mitte des Schildchens (Scutellum), dem Vorderteil der Pleura des Mesonotums, den Seiten der ersten drei Tergite und den Tibien. Das vierte Tergit ist schwarz behaart und hat eine weiße Binde am Hinterrand. Bei den Männchen ist der Kopf, der Thorax, die seitlichen Flecken der Hinterleibssegmente und die Femora schwarz, sonst gelbrot. Sie sind gelb behaart. Die Ränder der Tergite haben unauffällige Binden, von denen die vorderen unterbrochen sind. Das fünfte Sternit besitzt eine abstehende, dichte Haarfranse.

## Vorkommen und Lebensweise
Die Art ist in Mittel-, Nord- und Osteuropa verbreitet. Die Tiere fliegen von Anfang Juli bis Mitte August. Man findet die Tiere häufig am Rand von sumpfigen Lebensräumen, aber auch weit entfernt davon. Sie parasitieren Macropis europaea und Macropis fulvipes

## Belege
Felix Amiet, M. Herrmann, A. Müller, R. Neumeyer: Fauna Helvetica 20: Apidae 5. Centre Suisse de Cartographie de la Faune, 2007, ISBN 978-2-88414-032-4.